# 김윤진 (가수)
김윤진은 대한민국의 가수다. 2017년 싱글 《Ep.1 평화의 노래》로 데뷔했다.

## 방송
- 제 20회 극동방송 전국복음성가경연대회 (2007) - PD특별상

## 피처링
- 레비파티콰이어 <나의 신을 벗고> (2021)
- 송세라 <주님만 예배합니다> (2021)